# 121 Hermione
A 121 Hermione egy kisbolygó a Naprendszerben. James Craig Watson fedezte fel 1872. május 12-én.